# Wappen der Provinz Albacete

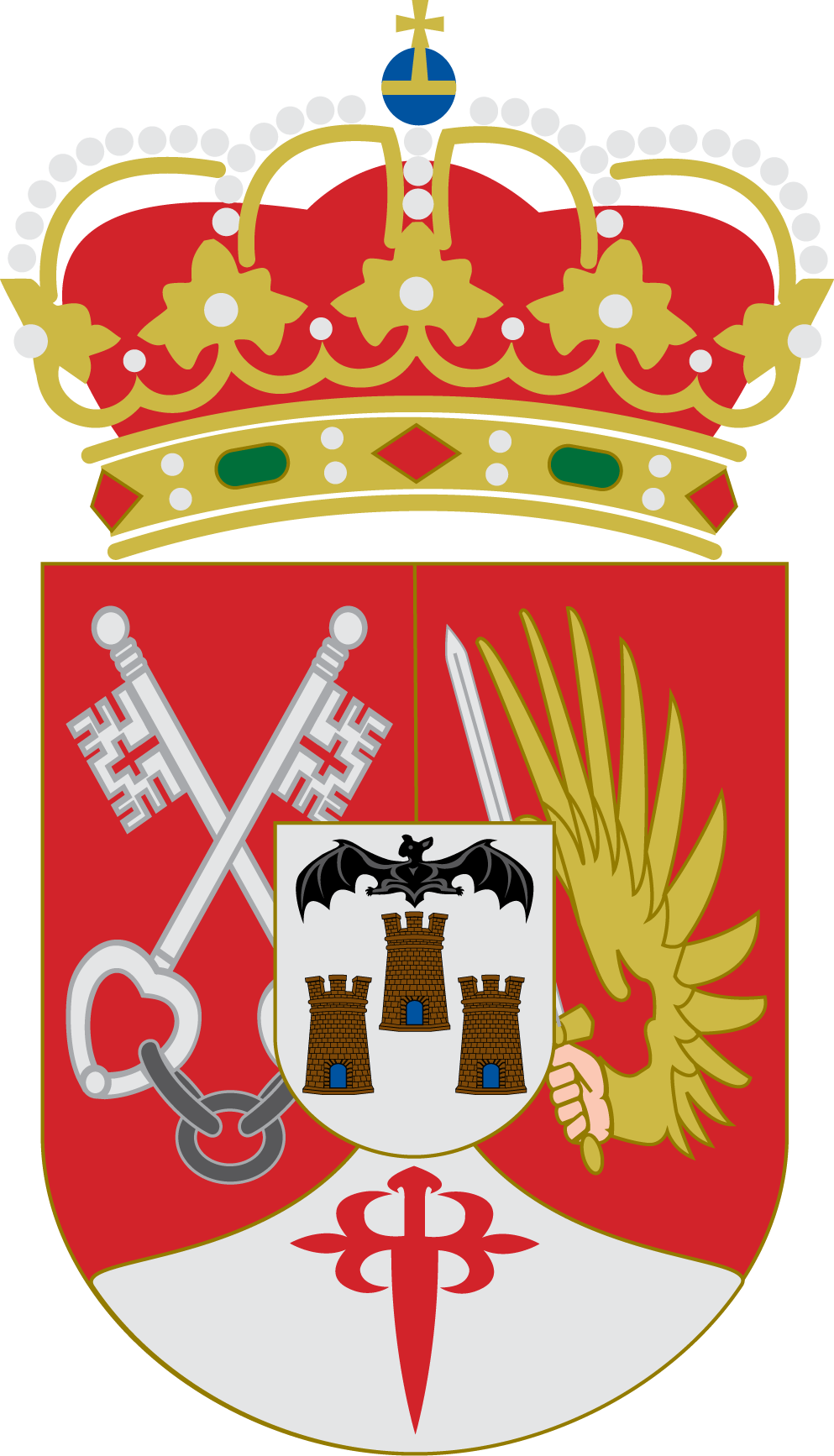
Wappen der Provinz Albacete seit 7. Juni 1994

Das Wappen der Provinz Albacete wurde in der Sitzung der Abgeordnetenversammlung der Provinz vom 7. Juni 1994 angenommen. Die Abgeordnetenversammlung folgte damit einer Resolution der Provinzregierung und ersetzte das seit Dezember 1956 gültige Wappen.

## Beschreibung
In der Heraldik werden die Bezeichnungen rechts und links grundsätzlich aus der Sicht der Person verwendet, die den Schild vor sich her tragen würde, also entgegengesetzt zur Sicht des Betrachters.
Das Wappen der Provinz Albacete besteht aus einem im Göpelschnitt geteilten Schild, der einen Herzschild trägt. Rechts stehen in Rot zwei gekreuzte, silberne Schlüssel, deren Bärte nach oben weisen und deren Reiden durch eine schwarze Kette miteinander verbunden sind. Links steht ebenfalls in Rot ein goldener, geflügelter, rechter Arm, der ein silbernes Schwert mit goldenem Griff emporhält. Im Unterfeld steht in Silber ein rotes Jakobskreuz. Der silberne Herzschild zeigt drei braune, schwarz vermauerte, 1:2 gestellte Türme mit blauen Fenster- und Türöffnungen. Über den Türmen schwebt eine schwarze Fledermaus. Auf dem Schild ruht die geschlossene spanische Königskrone.

## Historische Herkunft der Wappenbestandteile
Die beiden Schlüssel mit den durch eine Kette verbundenen Reiden bilden das verkürzte Wappen von Alcaraz. Am 23. Mai 1213 eroberte Alfons VIII. von Kastilien die Stadt von den Almohaden nach einer mehrmonatigen Belagerung. Von dort aus wurde die Wiederbesiedelung der Umgegend, des Alfoz de Alcaraz, organisiert. Aus dem vollständigen Wappen fehlen das goldene Kastell und der silberne Schildrand mit der Inschrift CLAVIS HISPANIAE ET CAPUT TOTIUS EXTREMATURAE (Schlüssel zu Spanien und Haupt der ganzen Extremadura).
Der geflügelte Arm mit dem erhobenen Schwert stammt aus dem Wappen des Hauses Manuel de Villena. Die Herrschaft Villena wurde irgendwann zwischen 1254 und 1257 an Prinz Manuel (1234 – 25. Dezember 1283), das neunte von zehn Kindern von Ferdinand III. von Kastilien und León und Beatrix von Schwaben verliehen. Dies geschah, nachdem sein ältester Bruder, Alfons X., den Thron bestiegen hatte und womöglich im Zusammenhang mit Manuels Verlobung mit Constanza von Aragón. Das Wappen mit dem geflügelten Arm und erhobenen Schwert taucht erstmals im vom Sohn Prinz Manuels, Don Juan Manuel, Fürst von Villena, zwischen 1337 und 1345 verfassten Buch „Libro de las tres razones" oder "Libro de las Armas“ auf, worin dieser dessen Ursprung auf einen angeblichen Traum der Königin Beatrix von Schwaben kurz vor der Geburt von Prinz Manuel bezieht, dass dieser ein großer Streiter für Jesus Christus werden werde.
Das Kreuz des im 12. Jahrhundert gegründeten Ritterordens des heiligen Jakob vom Schwert (spanisch Orden de Santiago) verweist auf die vielen Dörfer in der heutigen Provinz Albacete, die im Zuge der Reconquista diesem Orden als Besitztum überlassen worden waren.
Der Herzschild zeigt das Stadtwappen der Provinzhauptstadt Albacete. Die darin enthaltenen drei Türme, 1:2 gestellt, werden erstmals in einem Auftrag an den Goldschmied Pablo Fernández vom 12. Februar 1569 erwähnt, zwei derartige Siegel in Silber bzw. Kupfer anzufertigen. Die Fledermaus darüber taucht erstmals im geographischen Lexikon des Tomás López von 1787 auf. Entweder ist diese fehlerhafterweise aus einem Adler mit ausgebreiteten Schwingen entstanden, der wohl ab Beginn des 18. Jahrhunderts über den drei Türmen abgebildet war, oder sie bezeugt den wachsenden Einfluss Valencias auf Albacete, wo die Fledermaus (lo rat penat) seit 1377 in der städtischen Heraldik auftaucht.

## Vorgängerversionen

### 1956–1994

Großes Wappen der Provinz Albacete von 1956 bis 1994

Am 27. Dezember 1956 hatte die Abgeordnetenversammlung der Provinz die Vorgängerversion des heutigen Provinzwappens angenommen, nachdem der Präsident der Versammlung dieser am 28. November 1956 den dringenden Wunsch vorgetragen hatte, die Provinz Albacete möge zukünftig ein eigenständiges Provinzwappen führen. Dieses Wappen wurde von Vicente Cadenas y Vicent gestaltet und wurde folgendermaßen beschrieben:
Der Schild ist in acht Felder aufgeteilt, die die acht Gerichtsbezirke der Provinz repräsentieren:
- Das erste Feld steht für die Stadt Albacete und zeigt auf silbernem Grund drei braune Türme, 1:2 angeordnet und mit blauen Fenster- und Türöffnungen, darüber eine schwarze Fledermaus.
- Das zweite Feld steht für Yeste und zeigt auf silbernem Grund einen schwarzen, nach rechts blickenden Adler mit ausgebreiteten Flügeln. Dieser trägt auf seiner Brust einen quadrierten Schild, der im 1. und 2. Feld auf silbernem Grund eine goldene Lilie und im 3. und 4. Feld je einen schwarzen, aufrechten, nach rechts blickenden Löwen zeigt.
- Das 3. Feld steht für Alcaraz und zeigt auf rotem Grund ein silbernes, schwarz vermauertes Kastell mit blauen Tür- und Fensteröffnungen. Das Kastell wird begleitet von zwei silbernen Schlüsseln, deren Bärte nach unten weisen und deren Reiden durch eine schwarze Kette verbunden sind. Auf dem silbernen Rand des Feldes steht die schwarze lateinische Inschrift CLAVIS HISPANIAE ET CAPUT TOTTUS EXTREMADURAE (Schlüssel zu Spanien und Haupt der gesamten Extremadura).
- Das 4. Feld repräsentiert Chinchilla de Montearagón und zeigt auf grünem Grund ein silbernes, schwarz vermauertes Kastell mit blauen Tür- und Fensteröffnungen. Dieses wird oben begleitet von zwei schwarzen, einander zugewandten Adlern, die jeweils mit einem Fang auf dem Mittelturm und mit dem anderen auf dem ihnen näheren Seitenturm ruhen, sowie unten von zwei naturfarbenen Hirschen, die sich mit ihren Vorderläufen gegen das Kastell stemmen.
- Das 5. Feld repräsentiert Hellín und zeigt auf silbernem Grund ein braunes Kastell mit roten Tür- und Fensteröffnungen, das von zwei einander gegenüber stehenden braunen Löwen gestützt wird. Über dem Kastell schwebt die goldene Krone eines Marqués, aus der sich ein rechter Arm in metallenem Harnisch erhebt, der mit einem naturfarbenen Schwert zum Schlag ausholt.
- Im 6. Feld, welches für La Roda steht, befindet sich auf blauem Grund ein silberner Turm mit schwarzen Tür- und Fensteröffnungen, begleitet von den silbernen Lettern RF, die für RODA FUERTE (Das starke Roda) stehen.
- Im 7. Feld, repräsentativ für Casas-Ibáñez, steht auf rotem Grund ein goldener Obelisk.
- Das 8. Feld steht für Almansa und ist von Blau und Rot gespalten. Rechts steht in Blau ein goldenes Kastell mit roten Tür- und Fensteröffnungen auf einem braunen Felsen, darüber schweben zwei silberne, geflügelte Arme, von denen jeder ein silbernes Schwert emporhält. Links steht in Rot ein silberner Obelisk, an dem beiderseits je 3 silberne Fahnen stecken und der vor einem aufrechten, golden gekrönten, nach rechts blickenden, braunen Löwen überragt wird.

Auf dem Schild ruht die offene, spanische Königskrone.

Wappen der Provinz Albacete von etwa 1878 bis 1956

Der Herzschild des Wappens zeigt drei braune, schwarz vermauerte, 1:2 gestellte Türme mit blauen Fenster- und Türöffnungen, über denen eine schwarze Fledermaus schwebt. Das Schildhaupt ist von Rot und Blau gespalten. Rechts steht in Rot ein goldenes, schwarz vermauertes Kastell mit blauen Tür- und Fensteröffnungen, links in Blau drei goldene, 2:1 gestellte Lilien umgeben von einem breiten roten Rand. Dieser Herzschild wurde als Kleines Provinzwappen betrachtet und verwendet und erschien deshalb am 12. Februar 1962 auf der Briefmarke, die die zweite Marke der Serie Escudos provinciales españoles bildete.  Um ihn vom Stadtwappen von Albacete zu unterscheiden, erhielt er das geteilte Schildhaupt, das rechts das Wappen von Kastilien und links das des königlichen Hauses Bourbon-Anjou zeigt. Dieses geht auf Philipp V. von Spanien, den vorherigen Herzog von Anjou, zurück.

### 1878–1956
In diesem Zeitraum nutzte die Provinz das Stadtwappen der Provinzhauptstadt Albacete mit den drei Türmen und der darüber schwebenden Fledermaus auf silbernem Grund auch als ihr Wappen.

### 1833–1878
Vom Zeitpunkt ihrer Schaffung bis etwa 1878 nutzte die Provinz ebenfalls das Stadtwappen von Albacete mit den drei braunen Türmen. Darüber war aber zu diesem Zeitpunkt ein nach rechts blickender Adler mit ausgebreiteten Flügeln zu sehen. Dieses Wappen tauchte erstmals 1778 im Atlante Español. Reino de Murcia, publiziert von Bernardo Espinalt García, auf und ist auch auf Siegeln aus den Jahren 1837, 1844 und 1861 zu sehen.